# Parafia Najświętszej Maryi Panny Matki Kościoła w Brzeźnie
Parafia Najświętszej Maryi Panny Matki Kościoła w Brzeźnie – parafia rzymskokatolicka, znajdująca się w archidiecezji lubelskiej, w dekanacie Chełm – Wschód.

## Zasięg parafii
Do parafii należą wierni z następujących miejscowości: Brzeźno, Kępa Brzezińska, Ostrowy.